# Phelister globiformis
Phelister globiformis är en skalbaggsart som beskrevs av Sylvain Auguste de Marseul 1853. Phelister globiformis ingår i släktet Phelister och familjen stumpbaggar. Inga underarter finns listade i Catalogue of Life.